# ماري بروينس أليسون
ماري بروينس أليسون (بالإنجليزية: Mary Bruins Allison)‏ (19 مارس 1903 - 15 سبتمبر 1994) من أوائل النساء الأمريكيات اللواتي تدربن على الطب في الولايات المتحدة للعمل كطبيبة مبشرة في شبه الجزيرة العربية. أثناء دراستها في كلية الطب في فيلادلفيا تعلمت اللغة العربية. في عام 1934 ذهبت إلى الشرق الأوسط للعمل كطبيبة مبشرة. في عملها الذي استمر لمدة أربعين عاما عملت في المقام الأول في الكويت وكذلك في الهند وقطر والبحرين وسلطنة عمان. خلال إقامتها في الكويت عالجت النساء الغنيات والفقيرات على حد سواء.
لكي تكون ناجحة اضطرت إلى التغلب على عدد من العقبات بما في ذلك محدودية الموظفين الطبيين المدربين وعدم كفاية الموارد الطبية فضلا عن الحواجز بسبب الاختلافات الثقافية واللغوية والدينية. قدمت إسهامات كبيرة في إنشاء الرعاية الطبية الحديثة في البلدان التي عملت فيها وطلب منها حكام البحرين وعمان المساعدة في إنشاء مستشفيات في بلدانهم. عادت إلى الولايات المتحدة عام 1975.

## النشأة والتعليم

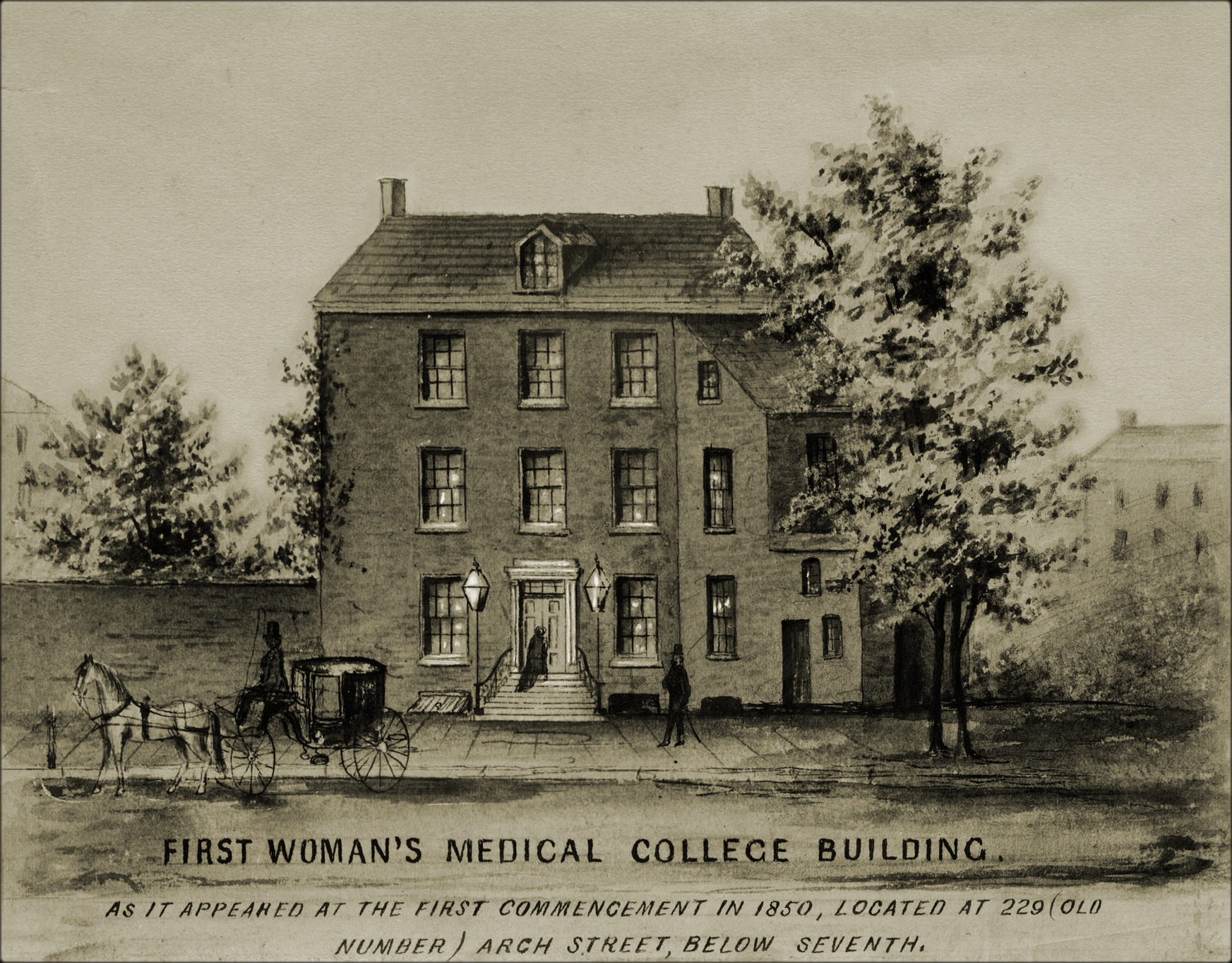
المبنى الأول لإيواء كلية المرأة الطبية في ولاية بنسلفانيا. في أواخر عقد 1920 تم جمع الأموال لبناء الحرم الجامعي.

في 19 مارس 1903 ولدت ماري بروينز في هولاند لهنري بروينز وماري هيزينجا. في عام 1907 قبل والدها منصب وزير في الكنيسة الأولى للإصلاح في ميلواكي. انتقلت عائلة بروينز في عام 1917 إلى بيلا ودرست في مدرسة بيلا الثانوية.
في خريف عام 1922 بدأت دراستها في الكلية المركزية في بيلا. انضمت إلى كلية الطب النسائية في ولاية بنسلفانيا في فيلادلفيا في خريف عام 1928. في عام 1932 عملت في مستشفى ويسكونسن العام في ماديسون. درست اللغة العربية من 1933 إلى 1934 في مدرسة هارتفورد اللاهوتية. في عام 1934 قامت بدراستها الثانية في جامعة إلينوي في شيكاغو في طب التوليد.

## السيرة

### الكويت

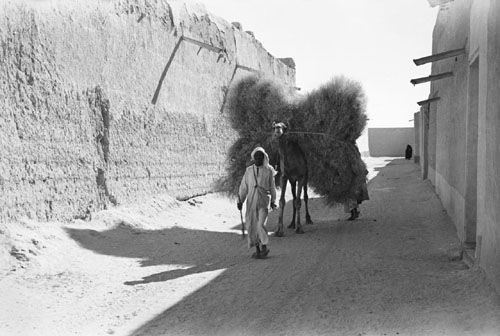
جمل في الكويت يحمل الوقود لأغراض الطهي، 1938. وصفت أليسون منازل الكويت بأنها مبان تشبه الصناديق، شكلت حواجزها الخارجية جدار عازل بدون نوافذ، فالممرات الضيقة بين صف المنازل توفر مساحة للمشاة والحمير".

وصلت أليسون إلى مدينة الكويت، الكويت عام 1934. في البداية درست اللغة العربية في الصباح ثم عملت في المهمة. تم بناء المستشفى عند خليج الكويت من قبل مبارك الصباح الذي دعا البعثة العربية لإدارة مستشفى في المدينة.
بسبب القيود الثقافية تعاملت أليسون مع النساء عموما. كان مرضاها من جميع الطبقات الاجتماعية، من أغنى امرأة كانت أول مريضة لها لأفقر النساء الكويتيات التي تعود أصولهن إلى إيران. كان على أليسون أن تحضر أولا إلى الوجهاء أو النساء الأرستقراطيات التي فرضت عليهم رسوما إضافية للراحة.
من المعايير الثقافية للمرأة أن تضع أطفالها في بيتها أو في منزل أمهاتهن ولا يلتمسن العناية الطبية المهنية ما لم تكن هناك مشكلة. هذا يعني أنه عندما تعاملت أليسون مع الولادات كان من المرجح أن تكون بسبب مضاعفات ما قبل الولادة. لعلاج هذه الحالات الدكتور أليسون غالبا ما تحتاج إلى مغادرة المستشفى لإجراء الزيارات المنزلية. توفيت بعض النساء بسبب مضاعفات في منازلهن. مع مرور الوقت ذهبت المزيد من النساء الحوامل إلى المستشفى للحصول على الرعاية قبل وأثناء الولادة.

### عدة أماكن
في عام 1940 لحقت أليسون زوجها إلى الهند حيث عملت لمدة عامين. ثم عادت إلى الولايات المتحدة وعملت في عيادة طبية في نيوجيرسي. في عام 1943 انضمت مرة أخرى إلى زوجها في الهند وعلى الرغم من قرار الطلاق فقد بقيت وعملت في مستشفى داهانو للبعثة حتى عام 1945. قررت العودة إلى الكويت لأنها فضلت أن تكون هناك. في عام 1948 قدم طلب إنشاء مستشفى في الدوحة من قبل أمير قطر عبد الله بن قاسم آل ثاني حيث عملت أليسون لمدة أربعة أشهر. في عام 1964 رفعت شكوى تتعلق بخطأ طبي ضد أليسون مما أدى إلى إنهاء حياتها المهنية في الكويت. تم نقلها إلى البحرين في عام 1964.
حوالي عام 1967 بدأت الكنيسة في التساؤل عن سبب قيامها بمهام في المناطق التي لم يكن فيها الناس يتحولون إلى المسيحية. كما تساءل بعض أعضاء مجلس إدارة مجلس الكنيسة الإصلاحي لماذا قدمت الكنيسة الرعاية الطبية لبلد غني بالنفط. في مارس 1967 أغلقت البعثة الطبية.

### البحرين وعمان
بحلول عام 1970 عملت أليسون في البحرين لمدة خمس سنوات وكان عمرها أكثر من 65 عاما وهو سن التقاعد لمبشر. على مضض تقاعدت من البحرين وعادت إلى الولايات المتحدة في عام 1971 ومع ذلك تلقت مكالمة قالت أن مجلس البعثة طلب منها العمل في مستشفى مطرح في عمان. أراد السلطان قابوس بن سعيد تشغيل مستشفيات مجانية ولكن لم يكن لديه طاقم طبي كاف. عالجت العديد من الأمراض بما في ذلك الملاريا والجذام والكوليرا عام 1974. تقاعدت للمرة الأخيرة في عام 1974 وانتقلت في عام 1975 إلى ريدلاندز بولاية كاليفورنيا.

## الحياة الشخصية
التقت زوجها البريطاني نورمان أليسون في عام 1937. تزوج الاثنان في 14 يونيو 1937. على الرغم من أنهما أحبا بعضهما البعض فإن مطالب حياتهما المهنية أسفرت عن علاقة متوترة وبعيدة لذا تم الطلاق في عام 1943.

## الوفاة
توفيت أليسون في 15 سبتمبر 1994.